# Nattskiftet
Nattskiftet (original 55 Degrees North, dock visad i andra engelskspråkiga länder under titeln The Night Detective) är en kriminalserie från brittiska BBC som hade premiär på TV4 i Sverige 2006, med Don Gilet som DS Nicky Cole, en före detta Londonbaserad polis som blir omplacerad till Newcastle upon Tyne, efter ha avslöjat en korruptionshärva inom polisen. Dervla Kirwan har rollen som en ambitiös advokat, och George Harris som Errol Hill.